# Berane
Berane je město na severovýchodě Černé Hory. Je centrem opštiny Berane. V roce 2011 zde žilo 11 073 obyvatel, v celé připadající opštině pak 33 970 obyvatel. 

## Poloha
Berane se nachází mezi pohořími Bjelasica a Rugovo ne řece Lim. Je jedním z center údolí řeky Lim, resp. regionu Polimí.

## Historie
Přestože byla tato oblast osídlena již před pěti tisíci lety, samotné město bylo založeno Turky až roku 1862 (dříve zde stála vesnice Budimija, založená na místě římské osady). Biskupství bylo založeno v roce 1219 (klášter Đurđevi Stupovi). Název vesnice se také používal obecně pro celou osídlenou oblast řeky Lim. V 16. století je doložen i místní název Guri Kuq v albánštině, což dokládá příchod uvedeného etnika do regionu. 
Od roku 1912 je součástí Černé Hory, kdy sem na podzim 1912 po první balkánské válce vstoupila černohorská armáda. V 50. letech 20. století v oblasti objevili vědci předměty a kostry pocházející z doby kamenné. Po druhé světové válce probíhala modernizace a industrializace sídla, kterou nicméně přerušil ekonomický pokles v 80. letech a nakonec i rozpad tehdejší Jugoslávie. V roce 1992 byl název po partyzánském vůdci změněn na původní. V 90. letech bylo hospodářství města postiženo především hospodářskými sankcemi. Dodnes je Opština Berane jednou z nejméně rozvinutých na území Černé Hory.

## Doprava a ekonomika
Vzhledem k odlehlosti od hlavních center Černé Hory, přítomnosti hor a pouze silničního spojení, patří Berane k nejméně rozvinutým městům v zemi. Nejbližší železniční trať se nachází ve městě Bijelo Polje, 25 km od Berane. Městem vede silnice M-5 z Bijelo Polje do Gusinje a dále k albánské hranici.
Jako jedno z mála měst v okolí má Berane své vlastní letiště. Využíváno bylo především v dobách existence SFRJ.

## Kultura a zajímavosti
Zdejšími zajímavostmi jsou památník Svobody a také klášter Šudikovo. Nedaleko města, na soutoku řek Lješnica a Lim, se nachází zbytky středověkého města Bihor, sídla stejnojmenného kmene.
V Berane se nachází muzeum Polimí (regionu údolí řeky Lim) a dále dům vojvody Gavra Vukoviće.

## Sport
V Berane se nachází druhý největší stadion v Černé Hoře. Je jím multifunkční Gradski stadion, který se využívá jak na fotbal, tak na atletiku. Má kapacitu 11 000 míst a je domácím stadionem týmu FK Berane. Berane je také rodištěm bývalého fotbalového reprezentačního brankáře Srbska a Černé Hory Dragoslava Jevriće.

## Klima
Berane leží v horách, které izolují oblast od jižního subtropického klimatu. Teploty mají velké rozdíly, létě je zde teplo (až 35 °C 26.7.1953) a v zimě velmi chladno (17.1.1985 -30 °C). Průměrná roční teplota je 9.4 °C.

## Školství
Od roku 1934 existuje v Berane také gymnázium.

## Zajímavosti
- Ve městě žije 8645 plnoletých lidí a věkový průměr obyvatel je 34,9 let.
- Žijí zde zejména Srbové (45,64 %), Černohorci (32,06 %) a  Bosňáci (resp. Muslimové) (15,5 %).
- Působí zde 13 základních škol a 4 střední školy.
- Mezi lety 1949 a 1992 se město jmenovalo Ivangrad, podle partyzánského národního hrdiny Ivana Milutinoviće.